# Jimmy Hogan
James Hogan, detto Jimmy (Nelson, 16 ottobre 1882 – Burnley, 30 gennaio 1974), è stato un calciatore e allenatore di calcio inglese, ricordato come uno dei primi della storia.
Considerato tra i più influenti manager della storia del calcio, è ritenuto tra i precursori del calcio in Ungheria e della Squadra d'oro e tra i pionieri del calcio totale.

## Biografia
Figlio di genitori irlandesi emigrati in Inghilterra in cerca di lavoro, cresce nel Lancashire. I genitori lo spingono per diventare un sacerdote, ma dopo tre anni di seminario, a 17 anni Hogan decide di lasciare. Resta un cattolico praticante, dai grandi valori etici e morali, qualità che non gli hanno permesso di imporsi come allenatore in patria.

## Caratteristiche tecniche
Attaccante interno, da allenatore è tra i precursori del calcio totale, facendo giocare alle sue squadre un calcio veloce e dinamico fatto di passaggi rasoterra e favorito dalla tattica. A differenza dei manager del calcio inglese, Hogan decide che i calciatori continentali debbano allenarsi con la palla durante le sessioni settimanali per affinare i fondamentali. È tra i primi a introdurre una dieta bilanciata e a rinunciare in parte alla carne al fine di far rendere meglio i propri giocatori, innovazione introdotta durante il suo periodo austriaco.

## Carriera
Hogan ha avuto una modesta carriera giocando per club quali Burnley, Fulham e Bolton e ha ottenuto diversi successi da calciatore, come la semifinale di FA Cup raggiunta con il Fulham, ma soltanto come allenatore le sue abilità gli sono state tributate.
In una tournée estiva col Bolton nei Paesi Bassi nel 1909, Hogan, già deficitato da diversi infortuni, si convince a intraprendere la carriera di allenatore. Dopo aver iniziato ad allenare nei Paesi Bassi, si trasferisce prima in Austria e da lì passa in Ungheria. Nel 1914, all'inizio della prima guerra mondiale, si trova ancora in Austria: è arrestato, ma riesce a farsi mandare in Ungheria e a guidare l'MTK Budapest, introducendo quello che diverrà noto come lo «stile danubiano» e facendo conoscere lo sport calcistico a livello nazionale in un Paese che fino ad allora lo aveva ignorato, praticandolo squisitamente a livello amatoriale. La moglie di Hogan, arrestata anch'ella e in quel periodo in attesa di un figlio, è rimpatriata. Nel 1918 lascia l'incarico all'MTK e torna in patria, convinto dal fatto che i dipendenti della FA coinvolti nel conflitto mondiale avrebbe ottenuto un sostanzioso rimborso dalla federcalcio inglese, ma una volta arrivato in Inghilterra, il presidente della FA lo snobba e lo etichetta come traditore in quanto sta allenando all'estero durante la prima guerra mondiale. Inizia ad allenare lo Young Boys, in Svizzera. Nello stesso paese, allenavano il suo compatriota Teddy Duckworth e l'ungherese Izidor Kürschner. Insieme a loro, preparò la Nazionale olimpica svizzera e la squadra arrivò in finale al torneo del 1926, ma venne sconfitta dall'Uruguay. Allena il Dresdner, a seconda delle fonti o tra luglio e novembre 1925 o nell'arco di quattro stagioni tra il 1928 e il 1932.
Successivamente, allenò l'Austria, insieme al leggendario amico Hugo Meisl: in questo periodo inizia a ottenere un po' di notorietà internazionale nel periodo del Wunderteam austriaco.
È stato anche l'allenatore del Fulham per un breve periodo (1934), venendo boicottato dai giocatori e conseguentemente licenziato, prima di tornare in Austria: riporta la nazionale alle Olimpiadi del 1936. Nello stesso anno, l'Aston Villa lo sceglie come manager e Hogan è stato il primo della sua storia. Ha guidato la squadra, appena retrocessa, in prima divisione e, nel giro di tre anni, l'ha riportata ai vertici del calcio inglese. Tuttavia non lega mai completamente con i suoi calciatori e nel 1939 è licenziato dalla dirigenza mentre si trova in ospedale per un'appendicite in coincidenza con l'inizio della seconda guerra mondiale. Dopo la guerra ha guidato Brentford e Celtic, allenando in seguito le giovanili dell'Aston Villa fino ad almeno il 1953. Negli anni successivi allo storico 6-3 rifilato dall'Ungheria all'Inghilterra a Wembley, vittoria riconosciuta all'unanimità come merito degli insegnamenti di Hogan durante il suo periodo ungherese, la FA tenta di restaurare il suo nome nel calcio inglese, ma è considerato troppo vecchio per allenare.

## Palmarès

### Allenatore

#### Club
- Campionato ungherese: 5  (record condiviso con Pál Jávor)

MTK Budapest: 1916-1917, 1917-1918, 1918-1919, 1919-1920, 1920-1921
- Campionato svizzero: 1

Young Boys: 1919-1920

#### Nazionale
- Argento olimpico: 1

Berlino 1936